# Priacmopsis subtilis
Priacmopsis subtilis is een keversoort uit de familie Cupedidae. De wetenschappelijke naam van de soort is voor het eerst geldig gepubliceerd in 2006 door Tan & Ren.